# Dachstraße 38/40 (München)

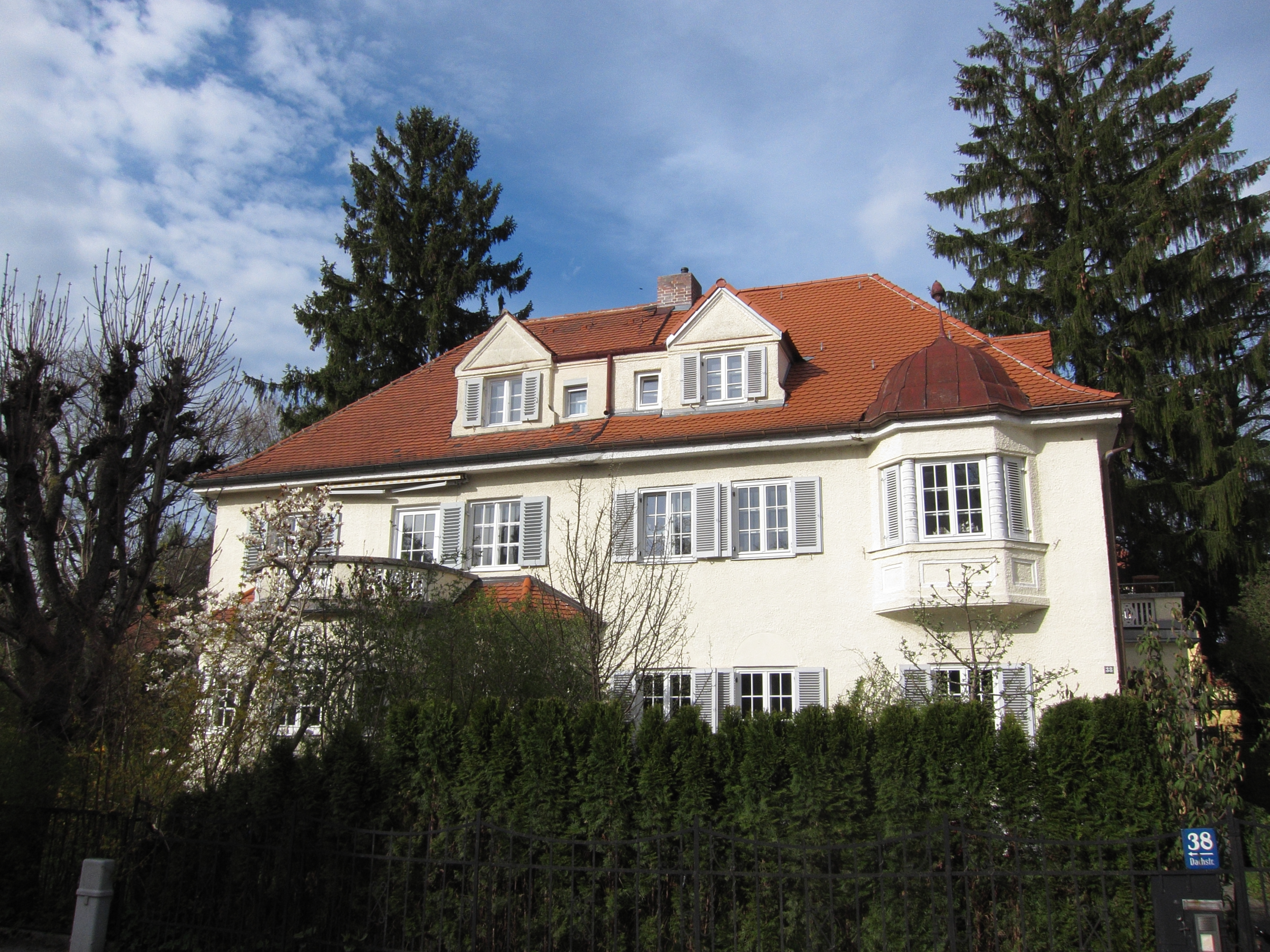
Haus Dachstraße 38/40 im Stadtteil Pasing von München

Das Gebäude Dachstraße 38/40, das zur Waldkolonie Pasing gehört, im Stadtteil Pasing der bayerischen Landeshauptstadt München wurde 1913 errichtet. Das Doppelhaus in der Dachstraße, das von den Gebrüdern Ott erbaut wurde, ist ein geschütztes Baudenkmal.
Der Walmdachbau wurde im späten Jugendstil ausgeführt. Die Nr. 40 besitzt eine von Polygonen flankierte Mittelrotunde im Erdgeschoss. Beim Haus Nr. 38 sticht der Schwalbennesterker mit Kuppeldach im Obergeschoss hervor.